# In Fed We Trust
In Fed we Trust - Ben Bernanke's War on the Great Panic är titeln på en bok av David Wessel om den finansiella härdsmältan 2008/2009 och de mest centrala aktörerna i denna kris. I synnerhet fokuserar boken på Federal Reserves ordförande Ben Bernankes roll, och relationen mellan honom och det amerikanska finansdepartementet. Wessel söker teckna ett ärligt porträtt över Bernanke och hans gärning, och beskriver både vad han ser som dennes misstag och hans välriktade slag. Ett av misstagen enligt Wessel, och det som han inleder boken med, är att han tillåter megabanken Lehman Brothers att gå under. Efter den händelsen sprider sig paniken snabbt på världens börser och finanscentra. I det läget handlar Federal Reserve, med Bernanke i centrum, beslutsamt. De agerar efter mottot "Whatever it takes". Wessel reflekterar även över Bernankes företrädare Alan Greenspan och att dennes politik kan ha varit starkt bidragande till den uppkomna situationen. Förlag: Crown Business.

## Recensioner
- Paul M. Barret, New York Times, http://www.nytimes.com/2009/08/09/books/review/Barrett-t.html (läst 12 januari 2010)

- Economic Times, https://web.archive.org/web/20090826214826/http://economictimes.indiatimes.com/Features/Corporate-Dossier/Book-Review-In-Fed-We-Trust-Ben-Bernankes-War-on-the-Great-Panic-/articleshow/4917193.cms

- Robert Gavin, Boston.com, http://www.boston.com/ae/books/articles/2009/10/15/in_fed_we_trust_traces_how_ben_bernanke_reacted_to_financial_crisis/ (läst 12 januari 2010)

## Externa sidor
- https://web.archive.org/web/20100428140717/http://www.infedwetrust.com/reviews/index.html